# هيو د. أوشينكلوس
هيو د. أوشينكلوس (بالإنجليزية: Hugh D. Auchincloss)‏ هو محامي وضابط ووسيط أوراق مالية أمريكي، ولد في 15 أغسطس 1897 في نيوبورت في الولايات المتحدة، وتوفي في 20 نوفمبر 1976 في جورجتاون في الولايات المتحدة.